# Manchester United Football Club 2015-2016
Questa pagina raccoglie i dati riguardanti il Manchester United Football Club nelle competizioni ufficiali della stagione 2015-2016.

## Maglie e sponsor
Nuovo sponsor tecnico per i Red Devils: non più Nike, ma Adidas. Chevrolet rimane lo sponsor ufficiale.
| Casa | Trasferta | Terza divisa | 1ª portiere |

## Organigramma societario
Aggiornato al 28 luglio 2015
Area direttiva
- Proprietario: Famiglia Glazer
- Presidente onorario: Martin Edwards
- Direttori: David Gill, Michael Edelson, Sir Bobby Charlton, Sir Alex Ferguson
- Segretario del club: John Alexander
- Ambasciatori del club: Andy Cole, Bryan Robson, Gary Neville, Peter Schmeichel

Area direttiva Manchester UTD Limited
- Co-presidenti: Joel Glazer e Avram Glazer
- Vicepresidente esecutivo: Ed Woodward
- Direttore generale: Richard Arnold
- Direttore commerciale: John Alexander
- Direttori non-esecutivi: Bryan Glazer, Kevin Glazer, Edward Glazer, Darcie Glazer Kassewitz, Robert Leitão, John Hooks e Manu Sawhney

Area tecnica
- Manager: Louis van Gaal
- Assistente manager: Ryan Giggs
- Assistente allenatore: Albert Stuivenberg
- Preparatore portieri: Frans Hoek
- Fitness coach: Tony Strudwick
- Team Manager squadra delle riserve: Warren Joyce

## Rosa
Rosa aggiornata al 4 febbraio 2016.
| N. |                        | Ruolo | Calciatore                      |
| -- | ---------------------- | ----- | ------------------------------- |
| 1  | Spagna (bandiera)      | P     | David de Gea                    |
| 4  | Inghilterra (bandiera) | D     | Phil Jones                      |
| 5  | Argentina (bandiera)   | D     | Marcos Rojo                     |
| 7  | Paesi Bassi (bandiera) | A     | Memphis Depay                   |
| 8  | Spagna (bandiera)      | C     | Juan Mata                       |
| 9  | Francia (bandiera)     | A     | Anthony Martial                 |
| 10 | Inghilterra (bandiera) | A     | Wayne Rooney (capitano)         |
| 11 | Belgio (bandiera)      | A     | Adnan Januzaj                   |
| 12 | Inghilterra (bandiera) | D     | Chris Smalling                  |
| 16 | Inghilterra (bandiera) | C     | Michael Carrick (vice capitano) |
| 17 | Paesi Bassi (bandiera) | D     | Daley Blind                     |
| 18 | Inghilterra (bandiera) | C     | Ashley Young                    |
| 20 | Argentina (bandiera)   | P     | Sergio Romero                   |
| 21 | Spagna (bandiera)      | C     | Ander Herrera                   |
| 23 | Inghilterra (bandiera) | D     | Luke Shaw                       |
| 25 | Ecuador (bandiera)     | C     | Antonio Valencia                |
| 27 | Belgio (bandiera)      | C     | Marouane Fellaini               |

| N. |                             | Ruolo | Calciatore                |
| -- | --------------------------- | ----- | ------------------------- |
| 28 | Francia (bandiera)          | C     | Morgan Schneiderlin       |
| 30 | Uruguay (bandiera)          | D     | Guillermo Varela          |
| 31 | Germania (bandiera)         | C     | Bastian Schweinsteiger    |
| 32 | Spagna (bandiera)           | P     | Víctor Valdés             |
| 33 | Irlanda del Nord (bandiera) | D     | Paddy McNair              |
| 35 | Inghilterra (bandiera)      | C     | Jesse Lingard             |
| 36 | Italia (bandiera)           | D     | Matteo Darmian            |
| 37 | Inghilterra (bandiera)      | D     | Donald Love               |
| 39 | Inghilterra (bandiera)      | A     | Marcus Rashford           |
| 41 | Galles (bandiera)           | D     | Regan Poole               |
| 43 | Inghilterra (bandiera)      | D     | Cameron Borthwick-Jackson |
| 44 | Brasile (bandiera)          | C     | Andreas Pereira           |
| 47 | Inghilterra (bandiera)      | C     | James Weir                |
| 48 | Inghilterra (bandiera)      | A     | William Keane             |
| 49 | Inghilterra (bandiera)      | C     | Joe Riley                 |
| 50 | Inghilterra (bandiera)      | P     | Sam Johnstone             |
| 51 | Paesi Bassi (bandiera)      | D     | Timothy Fosu-Mensah       |

### Giocatori ceduti a stagione in corso
| N. |                             | Ruolo | Calciatore        |
| -- | --------------------------- | ----- | ----------------- |
| 6  | Irlanda del Nord (bandiera) | D     | Jonny Evans       |
| 13 | Danimarca (bandiera)        | P     | Anders Lindegaard |
| 14 | Messico (bandiera)          | A     | Javier Hernández  |

| N. |                        | Ruolo | Calciatore     |
| -- | ---------------------- | ----- | -------------- |
| 19 | Inghilterra (bandiera) | A     | James Wilson   |
| 22 | Inghilterra (bandiera) | C     | Nick Powell    |
| 42 | Inghilterra (bandiera) | D     | Tyler Blackett |

## Calciomercato

### Sessione estiva(dall'1/7 all'1/9)
| Acquisti         | Acquisti               | Acquisti          | Acquisti                 |
| R.               | Nome                   | da                | Modalità                 |
| ---------------- | ---------------------- | ----------------- | ------------------------ |
| A                | Anthony Martial        | Monaco            | definitivo (50 mln €)    |
| A                | Memphis Depay          | PSV               | definitivo (27,5 mln €)  |
| D                | Matteo Darmian         | Torino            | definitivo (18 mln €)    |
| C                | Bastian Schweinsteiger | Bayern Monaco     | definitivo (18 mln €)    |
| C                | Morgan Schneiderlin    | Southampton       | definitivo (35 mln €)    |
| P                | Sergio Romero          |                   | svincolato               |
| A                | Javier Hernández       | Real Madrid       | fine prestito            |
| C                | Nani                   | Sporting Lisbona  | fine prestito            |
| C                | Tom Cleverley          | Aston Villa       | fine prestito            |
| Altre operazioni |                        |                   |                          |
| R.               | Nome                   | da                | Modalità                 |
| D                | Regan Poole            | Newport County    | definitivo (0,195 mln €) |
| A                | Ángelo Henríquez       | Dinamo Zagabria   | fine prestito            |
| P                | Vanja Milinković-Savić | Vojvodina         | fine prestito            |
| D                | Guillermo Varela       | Real Madrid       | fine prestito            |
| C                | Ben Pearson            | Barnsley          | fine prestito            |
| P                | Sam Johnstone          | Preston N.E.      | fine prestito            |
| A                | William Keane          | Sheffield Weds    | fine prestito            |
| C                | Joe Rothwell           | Blackpool         | fine prestito            |
| C                | Jesse Lingard          | Derby County      | fine prestito            |
| D                | Saidy Janko            | Bolton            | fine prestito            |
| D                | Reece James            | Huddersfield Town | fine prestito            |

| Cessioni         | Cessioni          | Cessioni            | Cessioni                 |
| R.               | Nome              | a                   | Modalità                 |
| ---------------- | ----------------- | ------------------- | ------------------------ |
| C                | Nani              | Fenerbahçe          | definitivo (6 mln €)     |
| A                | Robin van Persie  | Fenerbahçe          | definitivo (5,5 mln €)   |
| A                | Radamel Falcao    | Monaco              | fine prestito            |
| C                | Tom Cleverley     |                     | svincolato               |
| D                | Rafael            | Olympique Lione     | definitivo (3 mln €)     |
| C                | Ángel Di María    | Paris Saint-Germain | definitivo (63 mln €)    |
| D                | Tyler Blackett    | Celtic              | prestito                 |
| D                | Jonny Evans       | West Bromwich       | definitivo (8,3 mln €)   |
| C                | Adnan Januzaj     | Borussia Dortmund   | prestito (fino al 7/1)   |
| A                | Javier Hernández  | Bayer Leverkusen    | definitivo (12 mln €)    |
| P                | Anders Lindegaard | West Bromwich       | trasferimento gratuito   |
| Altre operazioni |                   |                     |                          |
| R.               | Nome              | a                   | Modalità                 |
| A                | Ángelo Henríquez  | Dinamo Zagabria     | definitivo (1,67 mln €)  |
| P                | Ben Amos          |                     | svincolato               |
| D                | Tom Thorpe        |                     | svincolato               |
| D                | Callum Evans      |                     | svincolato               |
| D                | Ryan McConnell    |                     | svincolato               |
| A                | William Keane     | Preston N.E.        | prestito (fino al 31/12) |
| D                | Saidy Janko       | Celtic              | definitivo               |
| C                | Ben Pearson       | Barnsley            | prestito (fino al 3/1)   |
| C                | Joe Rothwell      | Barnsley            | prestito (fino al 13/10) |
| D                | Reece James       | Wigan               | definitivo               |
| C                | Liam Grimshaw     | Motherwell          | prestito (fino al 4/1)   |
| P                | Kieran O'Hara     | Morecambe           | prestito (fino al 29/9)  |

### Trasferimenti tra le due sessioni
| Acquisti | Acquisti      | Acquisti         | Acquisti      |
| R.       | Nome          | da               | Modalità      |
| -------- | ------------- | ---------------- | ------------- |
| P        | Kieran O'Hara | Morecambe        | fine prestito |
| C        | Joe Rothwell  | Barnsley         | fine prestito |
| D        | Donald Love   | Wigan            | fine prestito |
| P        | Kieran O'Hara | Stockport Sports | fine prestito |

| Cessioni | Cessioni               | Cessioni         | Cessioni                 |
| R.       | Nome                   | a                | Modalità                 |
| -------- | ---------------------- | ---------------- | ------------------------ |
| D        | Donald Love            | Wigan            | prestito (fino al 2/12)  |
| P        | Joel Castro Pereira    | Rochdale         | prestito (fino al 3/1)   |
| P        | Kieran O'Hara          | Stockport Sports | prestito (fino al 24/12) |
| A        | James Wilson           | Brighton         | prestito                 |
| P        | Vanja Milinković-Savić |                  | svincolato               |

### Sessione invernale(dal 2/1 all'1/2)
| Acquisti | Acquisti            | Acquisti          | Acquisti      |
| R.       | Nome                | da                | Modalità      |
| -------- | ------------------- | ----------------- | ------------- |
| A        | William Keane       | Preston N.E.      | fine prestito |
| C        | Ben Pearson         | Barnsley          | fine prestito |
| P        | Joel Castro Pereira | Rochdale          | fine prestito |
| C        | Liam Grimshaw       | Motherwell        | fine prestito |
| C        | Adnan Januzaj       | Borussia Dortmund | fine prestito |

| Cessioni | Cessioni        | Cessioni       | Cessioni                 |
| R.       | Nome            | a              | Modalità                 |
| -------- | --------------- | -------------- | ------------------------ |
| P        | Sam Johnstone   | Preston N.E.   | prestito                 |
| C        | Ben Pearson     | Preston N.E.   | definitivo (0,135 mln €) |
| C        | Liam Grimshaw   | Preston N.E.   | definitivo               |
| A        | Ashley Fletcher | Barnsley       | prestito                 |
| P        | Víctor Valdés   | Standard Liegi | prestito                 |
| C        | Nick Powell     | Hull City      | prestito                 |

## Risultati

### Barclays Premier League
| Arbitro: | Jonathan Moss |

|                   |           |  |
| Walker 22’ (aut.) | Marcatori |  |

| Arbitro: | Mike Dean |

|  |           |             |
|  | Marcatori | 29’ Januzaj |

| Manchester 22 agosto 2015, ore 13:45 CEST 3ª giornata | Manchester Utd | 0 – 0 referto | Newcastle Utd | Old Trafford (75.354 spett.)\| Arbitro: \| Craig Pawson \| |
| Arbitro:                                              | Craig Pawson   |               |               |                                                            |

| Arbitro: | Martin Atkinson |

|                    |           |          |
| Ayew 61’ Gomis 66’ | Marcatori | 48’ Mata |

| Arbitro: | Michael Oliver |

|                                          |           |             |
| Blind 49’ Herrera 70’ (rig.) Martial 86’ | Marcatori | 84’ Benteke |

| Arbitro: | Mark Clattenburg |

|                |           |                           |
| Pellè 13’, 86’ | Marcatori | 34’, 50’ Martial 68’ Mata |

| Arbitro: | Mike Jones |

|                                 |           |  |
| Depay 45+4’ Rooney 46’ Mata 90’ | Marcatori |  |

| Arbitro: | Anthony Taylor |

|                         |           |  |
| Sánchez 6’, 19’ Özil 7’ | Marcatori |  |

| Arbitro: | Jonathan Moss |

|  |           |                                         |
|  | Marcatori | 18’ Schneiderlin 22’ Herrera 62’ Rooney |

| Manchester 25 ottobre 2015, ore 15:05 CET 10ª giornata | Manchester Utd   | 0 – 0 referto | Manchester City | Old Trafford (75.329 spett.)\| Arbitro: \| Mark Clattenburg \| |
| Arbitro:                                               | Mark Clattenburg |               |                 |                                                                |

| Londra 31 ottobre 2015, ore 16:00 CET 11ª giornata | Crystal Palace | 0 – 0 referto | Manchester Utd | Selhurst Park (24.854 spett.)\| Arbitro: \| Mike Jones \| |
| Arbitro:                                           | Mike Jones     |               |                |                                                           |

| Arbitro: | Mike Dean |

|                               |           |  |
| Lingard 52’ Mata 90+1’ (rig.) | Marcatori |  |

| Arbitro: | Robert Madley |

|                   |           |                             |
| Deeney 87’ (rig.) | Marcatori | 11’ Depay 90’ (aut.) Deeney |

| Arbitro: | Craig Pawson |

|           |           |                      |
| Vardy 24’ | Marcatori | 45+1’ Schweinsteiger |

| Manchester 5 dicembre 2015, ore 16:00 CET 15ª giornata | Manchester Utd   | 0 – 0 referto | West Ham Utd | Old Trafford (75.350 spett.)\| Arbitro: \| Mark Clattenburg \| |
| Arbitro:                                               | Mark Clattenburg |               |              |                                                                |

| Arbitro: | Anthony Taylor |

|                       |           |              |
| Stanislas 2’ King 54’ | Marcatori | 24’ Fellaini |

| Arbitro: | Michael Oliver |

|             |           |                       |
| Martial 66’ | Marcatori | 38’ Jerome 54’ Tettey |

| Arbitro: | Kevin Friend |

|                          |           |  |
| Bojan 19’ Arnautović 26’ | Marcatori |  |

| Manchester 28 dicembre 2015, ore 18:30 CET 19ª giornata | Manchester Utd  | 0 – 0 referto | Chelsea | Old Trafford (75.275 spett.)\| Arbitro: \| Martin Atkinson \| |
| Arbitro:                                                | Martin Atkinson |               |         |                                                               |

| Arbitro: | Jonathan Moss |

|                        |           |                |
| Martial 47’ Rooney 77’ | Marcatori | 70’ Sigurðsson |

| Arbitro: | Mike Dean |

|                                               |           |                                   |
| Wijnaldum 42’ Mitrović 67’ (rig.) Dummett 90’ | Marcatori | 9’ (rig.), 79’ Rooney 38’ Lingard |

| Arbitro: | Mark Clattenburg |

|  |           |            |
|  | Marcatori | 78’ Rooney |

| Arbitro: | Mike Jones |

|  |           |            |
|  | Marcatori | 87’ Austin |

| Arbitro: | Roger East |

|                                    |           |  |
| Lingard 14’ Martial 23’ Rooney 53’ | Marcatori |  |

| Arbitro: | Michael Oliver |

|                |           |             |
| D. Costa 90+1’ | Marcatori | 61’ Lingard |

| Arbitro: | Andre Marriner |

|                             |           |             |
| Khazri 3’ de Gea 82’ (aut.) | Marcatori | 39’ Martial |

| Arbitro: | Craig Pawson |

|                               |           |                      |
| Rashford 29’, 32’ Herrera 65’ | Marcatori | 40’ Welbeck 69’ Özil |

| Arbitro: | Mike Jones |

|          |           |  |
| Mata 83’ | Marcatori |  |

| Arbitro: | Mike Dean |

|            |           |  |
| Rondón 66’ | Marcatori |  |

| Arbitro: | Lee Mason |

|                               |           |  |
| Delaney 4’ (aut.) Darmian 55’ | Marcatori |  |

| Arbitro: | Michael Oliver |

|  |           |              |
|  | Marcatori | 16’ Rashford |

| Arbitro: | Andre Marriner |

|             |           |  |
| Martial 54’ | Marcatori |  |

| Arbitro: | Mike Dean |

|                                      |           |  |
| Alli 70’ Alderweireld 74’ Lamela 76’ | Marcatori |  |

| Arbitro: | Kevin Friend |

|              |           |  |
| Rashford 32’ | Marcatori |  |

| Arbitro: | Mike Dean |

|                                |           |                  |
| Sakho 10’ Antonio 76’ Reid 80’ | Marcatori | 51’, 72’ Martial |

| Arbitro: | Michael Oliver |

|            |           |            |
| Martial 8’ | Marcatori | 17’ Morgan |

| Arbitro: | Craig Pawson |

|  |           |          |
|  | Marcatori | 72’ Mata |

| Arbitro: | Jonathan Moss |

|                                   |           |                       |
| Rooney 43’ Rashford 74’ Young 87’ | Marcatori | 90+3’ (aut.) Smalling |

### FA Cup

#### Terzo turno
| Arbitro: | Andre Marriner |

|                     |           |  |
| Rooney 90+3’ (rig.) | Marcatori |  |

#### Quarto turno
| Arbitro: | Anthony Taylor |

|            |           |                               |
| Thorne 37’ | Marcatori | 16’ Rooney 65’ Blind 83’ Mata |

#### Ottavi di finale
| Arbitro: | Robert Madley |

|  |           |                                     |
|  | Marcatori | 37’ Smalling 45+2’ Mata 61’ Lingard |

#### Quarti di finale
| Arbitro: | Martin Atkinson |

|             |           |           |
| Martial 83’ | Marcatori | 68’ Payet |

| Arbitro: | Roger East |

|             |           |                           |
| Tomkins 79’ | Marcatori | 54’ Rashford 67’ Fellaini |

#### Semifinale
| Arbitro: | Anthony Taylor |

|                     |           |                            |
| Smalling 75’ (aut.) | Marcatori | 34’ Fellaini 90+3’ Martial |

#### Finale
| Arbitro: | Mark Clattenburg |

|              |           |                       |
| Puncheon 78’ | Marcatori | 81’ Mata 110’ Lingard |

### Football League Cup

#### Terzo turno
| Arbitro: | Simon Hooper |

|                                      |           |  |
| Rooney 23’ Pereira 60’ Martial 90+2’ | Marcatori |  |

#### Ottavi di finale
| Arbitro: | Lee Mason |

|                              |                      |                                  |
| Rooney Pereira Carrick Young | Tiri di rigore 1 – 3 | Leadbitter Nugent Downing Gibson |

### UEFA Champions League

#### Play-off
| Arbitro: | Deniz Aytekin |

|                               |           |                   |
| Depay 13’, 43’ Fellaini 90+4’ | Marcatori | 8’ (aut.) Carrick |

| Arbitro: | Antonio Mateu Lahoz |

|  |           |                                  |
|  | Marcatori | 20’, 49’, 57’ Rooney 63’ Herrera |

#### Fase a gironi
| Arbitro: | Nicola Rizzoli |

|                           |           |           |
| Moreno 45+2’ Narsingh 57’ | Marcatori | 41’ Depay |

| Arbitro: | Viktor Kassai |

|                              |           |              |
| Mata 34’ (rig.) Smalling 53’ | Marcatori | 4’ Caligiuri |

| Arbitro: | Carlos Velasco Carballo |

|             |           |             |
| Doumbia 15’ | Marcatori | 65’ Martial |

| Arbitro: | Szymon Marciniak |

|            |           |  |
| Rooney 79’ | Marcatori |  |

| Manchester 25 novembre 2015, ore 20:45 CET 5ª giornata - Gruppo B | Manchester Utd | 0 – 0 referto | PSV | Old Trafford (75.321 spett.)\| Arbitro: \| Pavel Královec \| |
| Arbitro:                                                          | Pavel Královec |               |     |                                                              |

| Arbitro: | Milorad Mažić |

|                              |           |                                   |
| Naldo 13’, 84’ Vieirinha 29’ | Marcatori | 10’ Martial 82’ (aut.) Guilavogui |

### UEFA Europa League

#### Sedicesimi di finale
| Arbitro: | Artur Dias |

|                       |           |           |
| Sisto 44’ Onuachu 77’ | Marcatori | 37’ Depay |

| Arbitro: | István Vad |

|                                                                   |           |           |
| Bodurov 32’ (aut.) Rashford 64’, 75’ Herrera 88’ (rig.) Depay 90’ | Marcatori | 28’ Sisto |

#### Ottavi di finale
| Arbitro: | Carlos Velasco Carballo |

|                                  |           |  |
| Sturridge 20’ (rig.) Firmino 73’ | Marcatori |  |

| Arbitro: | Milorad Mažić |

|                    |           |              |
| Martial 32’ (rig.) | Marcatori | 45’ Coutinho |

## Statistiche

### Statistiche di squadra
| Competizione     | Punti | In casa | In casa | In casa | In casa | In casa | In casa | In trasferta | In trasferta | In trasferta | In trasferta | In trasferta | In trasferta | Totale | Totale | Totale | Totale | Totale | Totale | DR  |
| Competizione     | Punti | G       | V       | N       | P       | Gf      | Gs      | G            | V            | N            | P            | Gf           | Gs           | G      | V      | N      | P      | Gf     | Gs     | DR  |
| ---------------- | ----- | ------- | ------- | ------- | ------- | ------- | ------- | ------------ | ------------ | ------------ | ------------ | ------------ | ------------ | ------ | ------ | ------ | ------ | ------ | ------ | --- |
| Premier League   | 66    | 19      | 12      | 5       | 2       | 27      | 9       | 19           | 7            | 4            | 8            | 22           | 26           | 38     | 19     | 9      | 10     | 49     | 35     | +14 |
| FA Cup           | -     | 2       | 1       | 1       | 0       | 2       | 1       | 3            | 3            | 0            | 0            | 8            | 2            | 7      | 6      | 1      | 0      | 14     | 5      | +9  |
| League Cup       | -     | 2       | 1       | 1       | 0       | 3       | 0       | 0            | 0            | 0            | 0            | 0            | 0            | 2      | 1      | 1      | 0      | 3      | 0      | +3  |
| Champions League | 8     | 4       | 3       | 1       | 0       | 6       | 2       | 4            | 1            | 1            | 2            | 8            | 6            | 8      | 4      | 2      | 2      | 14     | 8      | +6  |
| Europa League    | -     | 2       | 1       | 1       | 0       | 6       | 2       | 2            | 0            | 0            | 2            | 1            | 4            | 4      | 1      | 1      | 2      | 7      | 6      | +1  |
| Totale           | -     | 29      | 18      | 9       | 2       | 44      | 14      | 28           | 11           | 5            | 12           | 39           | 38           | 59     | 31     | 14     | 14     | 87     | 54     | +33 |

### Andamento in campionato
| Giornata  | 1 | 2 | 3 | 4 | 5 | 6 | 7 | 8 | 9 | 10 | 11 | 12 | 13 | 14 | 15 | 16 | 17 | 18 | 19 | 20 | 21 | 22 | 23 | 24 | 25 | 26 | 27 | 28 | 29 | 30 | 31 | 32 | 33 | 34 | 35 | 36 | 37 | 38 |
| --------- | - | - | - | - | - | - | - | - | - | -- | -- | -- | -- | -- | -- | -- | -- | -- | -- | -- | -- | -- | -- | -- | -- | -- | -- | -- | -- | -- | -- | -- | -- | -- | -- | -- | -- | -- |
| Luogo     | C | T | C | T | C | T | C | T | T | C  | T  | C  | T  | T  | C  | T  | C  | T  | C  | C  | T  | T  | C  | C  | T  | T  | C  | C  | T  | C  | T  | C  | T  | C  | T  | C  | T  | C  |
| Risultato | V | V | N | P | V | V | V | P | V | N  | N  | V  | V  | N  | N  | P  | P  | P  | N  | V  | N  | V  | P  | V  | N  | P  | V  | V  | P  | V  | V  | V  | P  | V  | P  | N  | V  | V  |
| Posizione | 5 | 4 | 3 | 5 | 3 | 2 | 1 | 3 | 3 | 4  | 4  | 4  | 2  | 3  | 4  | 4  | 5  | 6  | 6  | 5  | 6  | 5  | 5  | 5  | 5  | 5  | 5  | 5  | 6  | 6  | 6  | 5  | 5  | 5  | 5  | 5  | 5  | 5  |

Fonte:  Premier League – Classifiche, su sport.sky.it, sport.sky.it (archiviato dall'url originale il 5 gennaio 2016).
Legenda:

Luogo: C = Casa; T = Trasferta. Risultato: V = Vittoria; N = Pareggio; P = Sconfitta.

### Statistiche dei giocatori
In corsivo i giocatori che hanno lasciato la squadra a stagione già iniziata.
| Giocatore            | Premier League | Premier League | Premier League | Premier League | FA Cup   | FA Cup | FA Cup      | FA Cup     | League Cup | League Cup | League Cup  | League Cup | Competizioni UEFA | Competizioni UEFA | Competizioni UEFA | Competizioni UEFA | Totale   | Totale | Totale      | Totale     |
| Giocatore            | Presenze       | Reti           | Ammonizioni    | Espulsioni     | Presenze | Reti   | Ammonizioni | Espulsioni | Presenze   | Reti       | Ammonizioni | Espulsioni | Presenze          | Reti              | Ammonizioni       | Espulsioni        | Presenze | Reti   | Ammonizioni | Espulsioni |
| -------------------- | -------------- | -------------- | -------------- | -------------- | -------- | ------ | ----------- | ---------- | ---------- | ---------- | ----------- | ---------- | ----------------- | ----------------- | ----------------- | ----------------- | -------- | ------ | ----------- | ---------- |
| T. Blackett          | 0              | 0              | 0              | 0              | 0        | 0      | 0           | 0          | 0          | 0          | 0           | 0          | 0                 | 0                 | 0                 | 0                 | 0        | 0      | 0           | 0          |
| D. Blind             | 35             | 1              | 2              | 0              | 7        | 1      | 0           | 0          | 2          | 0          | 0           | 0          | 12                | 0                 | 1                 | 0                 | 56       | 2      | 3           | 0          |
| C. Borthwick-Jackson | 10             | 0              | 0              | 0              | 3        | 0      | 0           | 0          | 0          | 0          | 0           | 0          | 1                 | 0                 | 0                 | 0                 | 14       | 0      | 0           | 0          |
| M. Carrick           | 28             | 0              | 4              | 0              | 5        | 0      | 2           | 0          | 1          | 0          | 0           | 0          | 8                 | 0                 | 0                 | 0                 | 42       | 0      | 6           | 0          |
| M. Darmian           | 28             | 1              | 8              | 0              | 3        | 0      | 0           | 0          | 1          | 0          | 0           | 0          | 7                 | 0                 | 2                 | 0                 | 39       | 1      | 10          | 0          |
| D. de Gea            | 34             | -33            | 0              | 0              | 6        | -5     | 0           | 0          | 1          | -0         | 0           | 0          | 8                 | -10               | 0                 | 0                 | 49       | -48    | 0           | 0          |
| M. Depay             | 28             | 2              | 2              | 0              | 3        | 0      | 0           | 0          | 2          | 0          | 0           | 0          | 11                | 5                 | 2                 | 0                 | 44       | 7      | 4           | 0          |
| J. Evans             | 0              | 0              | 0              | 0              | 0        | 0      | 0           | 0          | 0          | 0          | 0           | 0          | 0                 | 0                 | 0                 | 0                 | 0        | 0      | 0           | 0          |
| M. Fellaini          | 18             | 1              | 2              | 0              | 6        | 2      | 2           | 0          | 2          | 0          | 0           | 0          | 8                 | 1                 | 3                 | 0                 | 34       | 4      | 7           | 0          |
| T. Fosu-Mensah       | 8              | 0              | 1              | 0              | 2        | 0      | 0           | 0          | 0          | 0          | 0           | 0          | 0                 | 0                 | 0                 | 0                 | 10       | 0      | 1           | 0          |
| J. Hernández         | 1              | 0              | 0              | 0              | 0        | 0      | 0           | 0          | 0          | 0          | 0           | 0          | 2                 | 0                 | 0                 | 0                 | 3        | 0      | 0           | 0          |
| A. Herrera           | 27             | 3              | 4              | 0              | 6        | 0      | 2           | 0          | 1          | 0          | 0           | 0          | 7                 | 2                 | 2                 | 0                 | 41       | 5      | 8           | 0          |
| A. Januzaj           | 5              | 1              | 1              | 0              | 0        | 0      | 0           | 0          | 0          | 0          | 0           | 0          | 2                 | 0                 | 0                 | 0                 | 7        | 1      | 1           | 0          |
| P. Jones             | 10             | 0              | 0              | 0              | 0        | 0      | 0           | 0          | 1          | 0          | 0           | 0          | 2                 | 0                 | 0                 | 0                 | 13       | 0      | 0           | 0          |
| S. Johnstone         | 0              | 0              | 0              | 0              | 0        | 0      | 0           | 0          | 0          | 0          | 0           | 0          | 0                 | 0                 | 0                 | 0                 | 0        | 0      | 0           | 0          |
| W. Keane             | 1              | 0              | 0              | 0              | 1        | 0      | 0           | 0          | 0          | 0          | 0           | 0          | 0                 | 0                 | 0                 | 0                 | 2        | 0      | 0           | 0          |
| A. Lindegaard        | 0              | -0             | 0              | 0              | 0        | -0     | 0           | 0          | 0          | -0         | 0           | 0          | 0                 | -0                | 0                 | 0                 | 0        | -0     | 0           | 0          |
| J. Lingard           | 25             | 4              | 4              | 0              | 7        | 2      | 1           | 0          | 1          | 0          | 0           | 0          | 7                 | 0                 | 3                 | 0                 | 40       | 6      | 8           | 0          |
| D. Love              | 1              | 0              | 0              | 0              | 0        | 0      | 0           | 0          | 0          | 0          | 0           | 0          | 1                 | 0                 | 1                 | 0                 | 2        | 0      | 1           | 0          |
| A. Martial           | 31             | 11             | 2              | 0              | 7        | 2      | 1           | 0          | 2          | 1          | 0           | 0          | 9                 | 3                 | 1                 | 0                 | 49       | 17     | 4           | 0          |
| J. Mata              | 37             | 6              | 6              | 1              | 4        | 3      | 1           | 0          | 1          | 0          | 0           | 0          | 11                | 1                 | 0                 | 0                 | 53       | 10     | 7           | 1          |
| P. McNair            | 8              | 0              | 0              | 0              | 0        | 0      | 0           | 0          | 0          | 0          | 0           | 0          | 1                 | 0                 | 0                 | 0                 | 9        | 0      | 0           | 0          |
| A. Pereira           | 4              | 0              | 2              | 0              | 2        | 0      | 0           | 0          | 2          | 1          | 0           | 0          | 3                 | 0                 | 0                 | 0                 | 11       | 1      | 2           | 0          |
| R. Poole             | 0              | 0              | 0              | 0              | 0        | 0      | 0           | 0          | 0          | 0          | 0           | 0          | 1                 | 0                 | 0                 | 0                 | 1        | 0      | 0           | 0          |
| N. Powell            | 1              | 0              | 0              | 0              | 0        | 0      | 0           | 0          | 0          | 0          | 0           | 0          | 1                 | 0                 | 0                 | 0                 | 2        | 0      | 0           | 0          |
| M. Rashford          | 11             | 5              | 0              | 0              | 4        | 1      | 0           | 0          | 0          | 0          | 0           | 0          | 3                 | 2                 | 1                 | 0                 | 18       | 8      | 1           | 0          |
| J. Riley             | 0              | 0              | 0              | 0              | 1        | 0      | 0           | 0          | 0          | 0          | 0           | 0          | 1                 | 0                 | 0                 | 0                 | 2        | 0      | 0           | 0          |
| M. Rojo              | 16             | 0              | 3              | 0              | 4        | 0      | 2           | 0          | 1          | 0          | 0           | 0          | 7                 | 0                 | 0                 | 0                 | 28       | 0      | 5           | 0          |
| S. Romero            | 4              | -2             | 0              | 0              | 1        | -0     | 0           | 0          | 1          | -0         | 0           | 0          | 4                 | -4                | 0                 | 0                 | 10       | -6     | 0           | 0          |
| W. Rooney            | 28             | 8              | 4              | 0              | 5        | 2      | 2           | 0          | 2          | 1          | 0           | 0          | 6                 | 4                 | 0                 | 0                 | 41       | 15     | 6           | 0          |
| M. Schneiderlin      | 29             | 1              | 3              | 0              | 3        | 0      | 0           | 0          | 0          | 0          | 0           | 0          | 7                 | 0                 | 1                 | 0                 | 39       | 1      | 4           | 0          |
| B. Schweinsteiger    | 18             | 1              | 3              | 0              | 2        | 0      | 0           | 0          | 1          | 0          | 0           | 0          | 10                | 0                 | 2                 | 0                 | 31       | 1      | 5           | 0          |
| L. Shaw              | 5              | 0              | 1              | 0              | 0        | 0      | 0           | 0          | 0          | 0          | 0           | 0          | 3                 | 0                 | 0                 | 0                 | 8        | 0      | 1           | 0          |
| C. Smalling          | 35             | 0              | 8              | 0              | 7        | 1      | 2           | 1          | 2          | 0          | 0           | 0          | 11                | 1                 | 3                 | 0                 | 55       | 2      | 13          | 1          |
| V. Valdés            | 0              | -0             | 0              | 0              | 0        | -0     | 0           | 0          | 0          | -0         | 0           | 0          | 0                 | -0                | 0                 | 0                 | 0        | -0     | 0           | 0          |
| A. Valencia          | 14             | 0              | 1              | 0              | 3        | 0      | 0           | 0          | 1          | 0          | 0           | 0          | 4                 | 0                 | 0                 | 0                 | 22       | 0      | 1           | 0          |
| G. Varela            | 4              | 0              | 1              | 0              | 3        | 0      | 0           | 0          | 0          | 0          | 0           | 0          | 4                 | 0                 | 1                 | 0                 | 11       | 0      | 2           | 0          |
| J. Weir              | 1              | 0              | 0              | 0              | 0        | 0      | 0           | 0          | 0          | 0          | 0           | 0          | 0                 | 0                 | 0                 | 0                 | 1        | 0      | 0           | 0          |
| J. Wilson            | 1              | 0              | 0              | 0              | 0        | 0      | 0           | 0          | 1          | 0          | 0           | 0          | 0                 | 0                 | 0                 | 0                 | 2        | 0      | 0           | 0          |
| A. Young             | 18             | 1              | 5              | 0              | 1        | 0      | 0           | 0          | 2          | 0          | 0           | 0          | 5                 | 0                 | 1                 | 0                 | 26       | 1      | 6           | 0          |